# Opera di Stato della Baviera
L'Opera di Stato della Baviera (in ted. Bayerische Staatsoper) è il più importante Teatro d'opera nazionale dello Stato Bavarese.
Ha sede nel Teatro Nazionale di Monaco di Baviera che è anche la sede dell'Orchestra di Stato della Baviera (Bayerische Staatsorchester).

## Storia
L'Opera di Stato della Baviera è a pieno titolo l'erede del Teatro di Corte e questo fa in modo che la storia del teatro inizi nel 1653 con Enrichetta Adelaide di Savoia. 
Monaco ebbe così il primo teatro stabile d'opera della Germania e da allora questa istituzione è parte integrante della vita della città. 
Una delle prime sedi del Teatro fu il Teatro Cuvilliés (all'interno della residenza reale) che venne inaugurato il 12 ottobre 1753 con la prima assoluta di Catone in Utica di Giovanni Battista Ferrandini.
Nel 1755 avviene la prima assoluta di Adriano in Siria di Andrea Bernasconi, nel 1760 di Il re pastore di Giuseppe Zonca, nel 1764 di L'Olimpiade di Bernasconi e nel 1765 di Le nozze di Amore e di Norizia di Pietro Pompeo Sales.
Proprio in questo teatro Mozart curò la prima rappresentazione assoluta di La finta giardiniera nel 1775 e del suo Idomeneo nel 1781.
Nel 1782 avviene la prima assoluta della Semiramide di Antonio Salieri e nel 1811 quella di Abu Hassan di Carl Maria von Weber. 
Nel 1818 l'opera ottenne la sua nuova sede presso l'appena costruito Teatro Nazionale in Max-Joseph-Platz. 
Nel 1865 avviene la prima assoluta di Tristan und Isolde di Richard Wagner, nel 1868 di I maestri cantori di Norimberga, nel 1869 di L'oro del Reno, nel 1870 di La Valchiria, nel 1888 di Die Feen, nel 1906 di I quatro rusteghi di Ermanno Wolf-Ferrari, nel 1917 di Palestrina di Hans Pfitzner, nel 1918 di Theophano di Paul Graener, nel 1920 di Das Spielwerk di Franz Schreker e di Die Vögel di Walter Braunfels dirette da Walter, nel 1924 di Don Gil von den grünen Hosen di Braunfels diretta da Hans Knappertsbusch, nel 1927 di Das Himmelskleid, nel 1931 di Torneo notturno di Gian Francesco Malipiero e Das Herz di Pfitzner diretta da Knappertsbusch con Julius Patzak, nel 1938 di Friedenstag di Richard Strauss, nel 1939 di Der Mond di Carl Orff e nel 1942 di Capriccio.
Franz Lachner è stato il Direttore Musicale dal 1836 al 1867, Hans von Bülow dal 1867 al 1869, Franz Wüllner dal 1870 al 1877, Hermann Levi dal 1872 al 1896, Richard Strauss dal 1894 al 1896, Felix Mottl dal 1904 al 1911, Bruno Walter dal 1913 al 1922, Hans Knappertsbusch dal 1922 al 1935 e nel 1945, Clemens Krauss dal 1937 al 1944, Georg Solti dal 1946 al 1952, Rudolf Kempe dal 1952 al 1954, Ferenc Fricsay dal 1956 al 1958, Joseph Keilberth dal 1959 al 1968, Wolfgang Sawallisch dal 1971 al 1992, Peter Schneider dal 1993 al 1998 (con la carica di Chefdirigent del Teatro e dell'Orchestra per poi passare nel 1998 alla carica di Primo Direttore ospite), Zubin Mehta dal 1998 al 2006, Kent Nagano dal 2006 al 2013 e Kirill Petrenko dal 2013 ad oggi.
Clemens von Franckenstein è stato il Direttore dell'Opera dal 1912 al 1918, Knappertsbusch dal 1934 al 1935 e Krauss dal 1937 al 1940.
Alla distruzione del Teatro, avvenuta durante un bombardamento nella notte del 3 ottobre 1943, la produzione passò (fatta eccezione per una breve parentesi al Deutsches Museum) al Prinzregententheater, fin quando, il 22 novembre 1963, il Teatro Nazionale, da 2.000 posti, fu riaperto, con una rappresentazione de I maestri cantori di Norimberga ed il 27 novembre la prima assoluta di Die Verlobung in San Domingo di Werner Egk con Fritz Wunderlich.
Nel 1969 di Casanova in London di Egk e di Die Geschichte von Aucassin und Nicolette di Günter Bialas e nel 1978 di Lear di Aribert Reimann diretta da Gerd Albrecht con Helga Dernesch e Dietrich Fischer-Dieskau.

## Programmazione
La programmazione dell'Opera di Stato della Baviera è strutturata secondo il sistema del "repertorio" (diffuso nei maggiori teatri d'opera tedeschi): il teatro ha una serie di opere in repertorio e queste vengono rappresentate in rapida successione (arrivando ad avere dalle 28 alle 31 recite serali in un mese), dato che le masse artistiche e tecniche del teatro sono in grado di realizzare gran parte del repertorio senza bisogno di lunghi periodi di prove. Questo sistema prevede che le scene di un'opera vengano utilizzate per diversi anni, cioè fino a quando il teatro non realizzerà una nuova produzione dell'opera.